# Épisodes d'Angela, 15 ans
Cet article présente le guide des épisodes de la série télévisée américaine Angela, 15 ans (My So-Called Life).

## Épisodes

### Épisode 1:Ma nouvelle amie
- États-Unis : 25 août 1994 sur ABC
- France : 18 novembre 1995 sur Canal Jimmy

- Stanley DeSantis (Mr Dimitri)
- Nada Despotovich (Ms Mayhew)
- Margaret Nagle (Ms Chavatal)

### Épisode 2:Vous dansez, Monsieur?
- États-Unis : 1er septembre 1994 sur ABC
- France : 25 novembre 1995 sur Canal Jimmy

- Margaret Nagle (Ms Chavatal)
- Mary Kay Place (Camille Cherski)
- Danton Stone (Neil Chase)
- Jeri Gaile (professeur de danse)

### Épisode 3:Bruits de couloir
- États-Unis : 8 septembre 1994 (ABC)
- France : 2 décembre 1995 (Canal Jimmy)

- Patti D'Arbanville-Quinn (Amber Graff)
- Stanley DeSantis (M. Demitri)
- Bennet Guillory (M. Foster)
- Julie Halston (Mme Szowski)

### Épisode 4:À la recherche du père idéal
- États-Unis : 15 septembre 1994 (ABC)
- France : 9 décembre 1995 (Canal Jimmy)

- Paul Dooley (Chuck Wood)
- Winnie Holzman (Cathy Kryzanowski)
- Francesca P. Roberts (Ms Mandeville)
- Kaley Cuoco (Angela jeune)
- Shar Jackson (Crystal)

### Épisode 5:Tendres Années
- États-Unis : 22 septembre 1994 (ABC)
- France : 16 décembre 1995 (Canal Jimmy)

- Johnny Green (Kyle Vinovich)
- Mary Kay Place (Camille Cherski)
- Del Zamoa (M. Rinaldi)
- Lackey Bevis (Rhonda)
- Bill Damascke (vendeur)
- Tracy Lindsey (la mannequin)

### Épisode 6:Le Remplaçant
- États-Unis : 29 septembre 1994 (ABC)
- France : 23 décembre 1995 (Canal Jimmy)

- Roger Rees (Vic Racine)
- Stanley DeSantis (M. Demitri)
- Lois Foraker (Ms Jaffe)
- Bennet Guillory (M. Foster)
- Lackey Bevis (Rhonda)
- Art Chubadala (Darryl)

### Épisode 7:Premier Chagrin d'amour
- États-Unis : 6 octobre 1994 (ABC)
- France : 30 décembre 1995 (Canal Jimmy)

- Johnny Green (Kyle Vinovich)
- Mary Kay Place (Camille Cherski)
- May Quigley (Mme Lerner)
- Shannon Leto (Shane)

### Épisode 8:Opération à cœur ouvert
- États-Unis : 20 octobre 1994 (ABC)
- France : 6 janvier 1996 (Canal Jimmy)

- Johnny Green (Kyle Vinovich)
- Mary Kay Place (Camille Cherski)
- May Quigley (Mme Lerner)
- Bruce Winant (docteur)

### Épisode 9:Halloween
- États-Unis : 27 octobre 1994 (ABC)
- France : 13 janvier 1996 (Canal Jimmy)

- May Quigley (Mme Lerner)
- Liza Del Mundo (Iris)
- Andrew Kavovit (Nicky Driscoll)

### Épisode 10:C'est la fête
- États-Unis : 2 novembre 1994 (ABC)
- France : 20 janvier 1996 (Canal Jimmy)

- Barbara Wain (Vivian Wood)
- Patti D'Arbanville-Quinn (Amber Graff)
- Richard Danielson (Ace)
- David Fosbinder (tatoueur)
- Patricia Fraser (Tante Libby)

### Épisode 11:La Vie de Brian
- États-Unis : 10 novembre 1994 (ABC)
- France : 27 janvier 1996 (Canal Jimmy)

- Adam Biesk (Corey Helfrick)
- Johnny Green (Kyle Vinnovich)
- Senta Moses (Delia Fischer)

### Épisode 12:L'Amour à toutes les sauces
- États-Unis : 17 novembre 1994 (ABC)
- France : 3 février 1996 (Canal Jimmy)

- Paul Dooley (Chuck Wood)
- Margaret Nagle (Ms Chavatal)
- Jeff Perry (M. Katimski)
- May Quigley (Mme Lerner)
- Lisa Waltz (Hallie Lowenthal)
- Karen Malina White (Abyssinia)
- le groupe Buffalo Tom, Craig Kirkwood (Troy)
- Shannon Leto (Shane)

### Épisode 13:Un garçon impatient
- États-Unis : 1er décembre 1994 (ABC)
- France : 10 février 1996 (Canal Jimmy)

- Lackey Bevis (Rhonda)
- Stephanie Dicker (Chelsea)
- Lisa Waltz (Hallie Lowenthal)
- Jonathan Emerson (Brad)
- Robert Gant (Gunther)

### Épisode 14:Régime sec
- États-Unis : 8 décembre 1994 (ABC)
- France : 17 février 1996 (Canal Jimmy)

- Patti D'Arbanville-Quinn (Amber Graff)
- Brad Joseph Dubin (Joey)

### Épisode 15:Un ange passe
- États-Unis : 22 décembre 1994 (ABC)
- France : 24 février 1996 (Canal Jimmy)

- Juliana Hatfield (l'ange)

### Épisode 16:Les Bonnes Résolutions
- États-Unis : 5 janvier 1995 (ABC)
- France : 3 mars 1996 (Canal Jimmy)

- Johnny Green (Kyle Vinnovich)
- Jeff Perry (M. Katimski)
- Danton Stone (Neil Chase)
- Lisa Waltz (Hallie Lowenthal)

### Épisode 17:Trahison en vidéo
- États-Unis : 12 janvier 1995 (ABC)
- France : 10 mars 1996 (Canal Jimmy)

- Adam Biesk (Corey Helfrick)
- Senta Moses (Delia Fischer)
- Jeff Perry (M. Katimski)
- Lisa Waltz (Hallie Lowenthal)
- Mary Kay Place (Camille Cherski)
- Karen Malina White (Abyssinia)

### Épisode 18:Un week-end attachant
- États-Unis : 19 janvier 1995 (ABC)
- France : 17 mars 1996 (Canal Jimmy)

- Johnny Green (Kyle Vinnovich)
- Danton Stone (Neil Chase)
- Laura Innes (Cheryl) Mary Kay Place (Camille Cherski)

### Épisode 19:La Lettre
- États-Unis : 26 janvier 1995 (ABC)
- France : 24 mars 1996 (Canal Jimmy)

- Jeff Perry (M. Katimski)
- Senta Moses (Delia Fischer)
- Lisa Waltz (Hallie Lowenthal)
- John Mascaro (Tony Poole)